# Teenage Rebel Records
Teenage Rebel Records ist ein deutsches Musiklabel aus Düsseldorf. Es ist vor allem auf Punk-Bands aus dem eigenen Land spezialisiert. Eine Ausnahme von dieser Regel stellen die finnischen Bands Klamydia und Punk Lurex dar.

## Geschichte
Die Gründung erfolgte 1988 durch Rüdiger Thomas. Als erste Veröffentlichung erschien 1988 die 7″-EP „Brut 66“, benannt nach der gleichnamigen Band. Die 100. Veröffentlichung erfolgte nach 14 Jahren und war der Labelsampler „Teenage Rebel – der Sampler Vol. 3“.

## Repertoire
Neben verschiedenen Kompilationen, die sich den Themen Fußball („Pogo In Der Gegengeraden“ und „Wir Sind Schalker Und Ihr Nicht!“, beide 1997), Düsseldorf („Ein Tausendstel Düsseldorf“, 1990, oder „Düsseldorf Modestadt?“, 1994) bzw. der Schnittmenge daraus („5 Jahre Lost Boyz Flingern – Ein Leben Für Fortuna Düsseldorf“, 2004) widmeten, veröffentlicht Teenage Rebel Records auch selbstbetitelte Labelsampler.
Darüber hinaus hat sich das Label mit der Zeit auf Wiederveröffentlichungen spezialisiert, u. a. von den Emils, Kaltfront und den Kassierern (Habe Brille). Die ursprünglich 1981 veröffentlichte Kompilation H’Artcore wurde 1999 ebenfalls neu aufgelegt.

## Künstler (Auswahl)
- Artless
- Babelsberg Pöbelz
- Beck’s Pistols
- Brigade S
- Der Fluch
- Die Kassierer
- Die Lokalmatadore
- Die Ruhrpottkanaken
- Eisenpimmel
- Hammerhead
- Herbärds
- Kiesgroup
- Klamydia ()
- Muff Potter
- OHL
- Pöbel und Gesocks
- Public Toys
- Punk Lurex ()
- Terrorgruppe
- The Vageenas
- ZZZ Hacker